# دورین چویگوئه
دورین چویگوئه (انگلیسی: Dorine Chuigoué؛ زادهٔ ۲۸ نوامبر ۱۹۸۸) بازیکن فوتبال اهل گینه استوایی است.
وی همچنین در تیم ملی فوتبال زنان گینه استوایی بازی کرده‌است.